# Anadendrum cordatum
Anadendrum cordatum är en kallaväxtart som beskrevs av Heinrich Wilhelm Schott. Anadendrum cordatum ingår i släktet Anadendrum och familjen kallaväxter.
Artens utbredningsområde är Sumatera. Inga underarter finns listade.